# GBH (grup)
GBH (abans conegut com a Charged GBH) és un grup de punk rock anglès que es va formar l'any 1978 amb el cantant Colin Abrahall, el guitarrista Colin «Jock» Blyth, el baixista Sean McCarthy (reemplaçat per Ross Lomas al cap de dos anys) i el bateria Andy «Wilf» Williams. El grup segueix en actiu i de gira, i va publicar el seu dotzè àlbum d'estudi, Momentum, amb Hellcat Records el 2017.

## Història
GBH van ser els pioners de l'street punk britànic, sovint sobrenomenat UK82, juntament amb Discharge, Broken Bones, The Exploited i The Varukers. La seva influència ha tingut un gran ressò en el heavy metal, inclosos els primers àlbums de Bathory, Hellhammer/Celtic Frost i Exodus, i en cadascun dels big four del thrash metal: Metallica, Megadeth, Slayer i Anthrax. El líder de Metallica, James Hetfield, ha expressat repetidament el seu entusiasme per GBH i ha reconegut que aquests grups van ser per a ell el començament del thrash. GBH també ha influït en grups de rock dels anys 1990 i 2000 com Nirvana, Queens of the Stone Age, Green Day, The Offspring i Rancid.
El 1982 es va publicar el primer LP de GBH, City Baby Attacked by Rats, que va arribar al número 17 a la UK Albums Chart, així com al número 2 a la UK Indie Chart. L'èxit del primer àlbum es va repetir amb el seu segon LP, City Babys Revenge, l'any 1983, i els va permetre fer gires més extenses per Amèrica i Europa. Al Carlisle Punk Festival, GBH va ser cap de cartell amb The Exploited, i va compartir escenari amb The Toy Dolls, Chelsea i The Destructors. L'any 1984, el grup va prescindir del «Charged» del seu nom i es va convertir en GBH (grievous bodily harm).
GBH es va inspirar en l'speed metal, especialment de Motörhead i Tank, en l'àlbum de 1992 Church of the Truly Warped, tot i que des d'aleshores va tornar a un so més punk.

## Discografia

### Àlbums d'estudi
| Any  | Títol                       | Discogràfica  |
| 1982 | City Baby Attacked by Rats  | Clay          |
| 1983 | City Babys Revenge          | Clay          |
| 1986 | Midnight Madness and Beyond | Rough Justice |
| 1987 | No Need To Panic            | Rough Justice |
| 1989 | A Fridge Too Far            | Rough Justice |
| 1990 | From Here To Reality        | Rough Justice |
| 1992 | Church of the Truly Warped  | Rough Justice |
| 1996 | Punk Junkies                | We Bite       |
| 2002 | Ha Ha                       | Go Kart       |
| 2004 | Cruel and Unusual           | Idol          |
| 2010 | Perfume and Piss            | Hellcat       |
| 2017 | Momentum                    | Hellcat       |

### Miniàlbum
| Any  | Títol                             | Discogràfica |
| 1981 | Leather, Bristles, Studs and Acne | Clay         |

### Àlbums en directe
| Any  | Títol                                                                   | Discogràfica       |
| 1989 | No Survivors                                                            | Clay               |
| 1994 | Live In Japan (Kawasaki, 1991)                                          | Anagram            |
| 1996 | Celebrity Live Style (later released as Live In Los Angeles on Anagram) | Cleopatra          |
| 2014 | Dover Showplace 1983                                                    | Cleopatra          |
| 2015 | Live at the Ace Brixton 1983                                            | Radiation Reissues |
| 2015 | City Baby Attacked by Rats (CD album)                                   | Secret Records     |
| 2020 | Best of Live (vinyl)                                                    | Secret Records     |

### Àlbums recopilatoris
| Any  | Títol                                            | Discogràfic |
| 1982 | Leather, Bristles, No Survivors and Sick Boys... | Clay        |
| 1986 | Clay Years 1981–1984                             | Clay        |
| 1989 | No Survivors '83                                 | Clay        |
| 1992 | The Clay Recordings                              | Clay        |
| 1995 | The Clay Punk Singles Collection                 | Clay        |
| 1999 | Punk Rock Hits                                   | Cleopatra   |
| 2002 | The Punk Singles 1981–84                         | Castle      |
| 2005 | Dead on Arrival: A Punk Rock Anthology           | Sanctuary   |
| 2007 | Race Against Time: The Complete Clay Recordings  | Castle      |

### Maquetes
| Anye | Títol         |
| 1980 | 1980 Demo     |
| 1980 | Practice 1980 |